# Parks Canada/Parcs Canada
Parks Canada (englische Bezeichnung) oder Parcs Canada (französische Bezeichnung) ist eine kanadische Regierungsorganisation (Crown Agency) mit Sitz in Ottawa. Ihre Aufgabe ist der Schutz und die Vermittlung von national bedeutsamem Kulturbesitz und Naturerbe. Sie soll deren Verständnis und Würdigung in der Bevölkerung auf umweltverträgliche Weise und mit Blick auf deren Unversehrtheit und Vollständigkeit fördern.  

## Geschichte
Ende des 19. Jahrhunderts wurden die ersten Parks in Kanada eingerichtet. Als jedoch 1885 der Banff-Nationalpark (der zu dieser Zeit noch Rocky Mountain National Park hieß) eingerichtet wurde, schloss man die dort seit Jahrhunderten jagenden und sammelnden Stoney von der Nutzung aus. Eine Untersuchung von 1895 schlug ihren dauerhaften Ausschluss von jeder Nutzung vor. Diese Politik wurde bis in die Zeit nach dem Zweiten Weltkrieg fortgesetzt. Anfang des 20. Jahrhunderts folgte die Einrichtung weiterer sieben Parks. Bis 1922 gab es im Norden Kanadas keinen Nationalpark. Erst in diesem Jahr entstand mit dem Wood-Buffalo-Nationalpark der erste Nationalpark im Norden. 1924 wurde der Park nach Süden erweitert und umfasste damit große Teile der traditionell genutzten Gebiete, die vertragsgemäß den Indigenen zustanden. Erstmals wurde den dort lebenden Indianern eingeräumt, dass sie dort ältere Rechte hatten. Daher wurde ein Quotensystem eingeführt, um zwischen ihren und den Konservierungsinteressen einen Ausgleich entsprechend dem Wissen der Zeit zu finden. Die Einrichtung, die die Lizenzen entsprechend der erlaubten Obergrenzen ausgab, war die erste Behörde, die einen Interessenausgleich anstrebte. 
Parks Canada wurde 1911 als dem Innenministerium unterstellte Dominion Parks Branch gegründet und war die weltweit erste Nationalparkverwaltung. Der Gründung gedachte die kanadische Regierung am 17. Mai 2011 und würdigte diese damit als „nationales historisches Ereignis“. Der Name wurde später in National Parks Branch und in Canadian Parks Service geändert, bevor der heutige Name eingeführt wurde. Der Aufgabenbereich von Parks Canada ist im Canada National Parks Act geregelt, der 1930 verabschiedet und 2000 ergänzt wurde. Als 1930, im Jahr der Verabschiedung des kanadischen Nationalparkgesetzes, der Riding-Mountain-Nationalpark eingerichtet wurde, vertrieben bewaffnete Polizeieinheiten die dortigen Ojibway, die sich heute Keeseekoowenin First Nation nennen, um ihre Gebiete dem Park zuschlagen zu können.
2010 hatte sich diese Politik grundlegend geändert. Parks Canada unterhielt direkte Kontakte zu 130 Gruppen der Ureinwohner. Dementsprechend wurden bis dahin für 68 % der von der Parkverwaltung beaufsichtigten Gebiete Kooperationsabkommen unterzeichnet. Seit 1973 (Calder v. British Columbia) hatte der Oberste Gerichtshof geurteilt, dass die mehr als 70 Verträge zwischen Großbritannien und Kanada mit Ureinwohnervölkern volle Gültigkeit besitzen. Infolgedessen kam es zu Urteilen, wie etwa die Mikisew Cree decision von 2005. Grundlegend änderte sich die Politik von Parks Canada mit zwei Abkommen in Nunavut, dem Nunavut Land Claims Agreement von 1993 und dem Inuvialuit Final Agreement von 1984. Erstmals wurden die lokalen Gruppen in das Management und die Planung involviert. Grundlage waren die Verfahrensänderungen, die Parks Canada 1979 beschlossen hatte, und in denen gemeinsame Managementstrategien vorgesehen waren. 1994 erklärte sich die Parkverwaltung damit einverstanden, dass die traditionelle Nutzung in einigen Parks fortgesetzt werden könne. Im selben Jahr erhielten Gebiete, die zwar Nationalparkstatus erhalten sollten, bei denen die Verhandlungen mit den Ureinwohnern jedoch noch nicht abgeschlossen waren, den Status einer Reserve. Mit einer Ergänzung des Parkgesetzes aus dem Jahr 2002 wurde die „Entwicklung“ durch Dritte, also die wirtschaftliche Nutzung, während der Verhandlungen untersagt. Zudem traten neben Jagd und Fallenstellerei, Sammeln und Einschlagsrechten die spirituellen und zeremoniellen Nutzungen und ihre Erforschung stärker in den Vordergrund. Bis 2013 wollte Parks Canada überall dort Advisory Groups einrichten, die die Anregungen der Ureinwohner umzusetzen haben, die auf der Grundlage ihrer Rechte und Kultur erarbeitet worden sind. Wurden bis vor wenigen Jahren die Ureinwohner erst bei Fertigstellung der Managementpläne involviert, so geschah dies mittlerweile schon bei der Bestandsaufnahme und zu Beginn der Planaufstellung.
Um diese Änderungen organisatorisch umsetzen zu können, gründete Parks Canada 1999 das Aboriginal Affairs Secretariat. Der Leiter dieser Einheit, die Grundsätze, Rahmenbedingungen, Strategien und Werkzeuge zur Umsetzung ihrer Aufgabe entwickelt, berichtet unmittelbar der Leitung von Parks Canada. Daneben entstand das  Aboriginal Consultative Committee, das sich drei Mal pro Jahr versammelt. Es entstand im Jahr 2000 und besteht aus 12 Mitgliedern, die vom Leiter von Parks Canada ernannt werden. Ihre Aufgabe ist die offene Diskussion mit den Führern der indigenen Gruppen, die im Umkreis der Parks-Canada-Aktivitäten betroffen sind.
2010 waren 8,3 % der Beschäftigten von Parks Canada Indigene. Um hier Wege und Ziele zu definieren, entstand das Aboriginal Leadership Development Program, das Indigene auf Leitungsfunktionen vorbereitet. Dabei bereitete die organisatorische Integration des traditionellen Wissens der Indigenen erhebliche Probleme. Diese komplexen Systeme sind unabdingbar für die Weitergabe von Kenntnissen und Techniken, aber auch vielfach von großem Wert für die Deutung natürlicher und kultureller Objekte und Prozesse. So kümmert sich das Projekt zum Inuitwissen (Inuit Qaujimajatuqangit) um die Integration lokalen Wissens in Forschung und Präsentation, in Erhaltung und Vermittlung in drei Nationalparks in Nunavut. Insbesondere in abgelegenen Gebieten, in denen Parks Canada gar keine effektive Aufsicht führen kann, sind die Älteren der Inuit, Métis und Indianer nicht nur von größtem kulturellen, sondern auch ökologischem Wert. 2010 bestanden 18 Kooperationsabkommen in ganz Kanada, 12 formale Kooperationsstrukturen, dazu zahlreiche weniger formalisierte Kooperationen. Allerdings haben die Resultate dieser Kooperationen ausschließlich beratenden Charakter, sind also abhängig von der Entscheidung der Regierungsorgane und der Parlamente. Dennoch ist die Wirksamkeit hoch, wie die Folgen des Canada–Haida Agreements von 1993 zeigten. Es legte die Grundlage für das Archipelago Management Board, das wiederum die Grundlagen für die Zusammenarbeit mit den Haida bei der Entstehung des Gwaii Haanas National Park Reserve and Haida Heritage Site legte. Im Januar 2010 kam es zu Verträgen über die Einrichtung eines marinen Schutzgebietes um Haida Gwaii, das alle traditionellen Ansprüche berücksichtigt und zugleich dem Naturschutz dient.
Seit 1991 bzw. 2004 verfolgt Parks Canada die Aufgabe, für jede der 39 terrestrischen und 29 marinen Naturregionen einen Nationalpark einzurichten. 1999 war dies bereits für 27 terrestrische und 2 marine Gebiete gelungen. 2008 sollten dies 34 bzw. 8 sein.
Da die Zahl der Besucher stark angestiegen ist, versucht Parks Canada über Ausbildung und Bildung das Verhalten der Besucher so zu beeinflussen, dass der kommerziell wertvolle Andrang nicht in ökologische und soziale Zerstörungen mündet. Dabei sah sich Parks Canada vielfach mit einem kaum angestiegenen Budget ausgestattet, mit dem ein Vielfaches an Aufgaben gelöst werden sollte. Allein die hohe Zahl an Einrichtungen für den Tourismus, die oftmals in den 1950er bis 1970er Jahren entstanden waren, war kaum zu erhalten, geschweige denn durch modernere und ökologisch sinnvollere Anlagen zu ersetzen. Dies betraf die Entsorgung von Fäkalien und Zivilisationsabfällen ebenso wie die unabhängige Energieversorgung. 2006 kam es immerhin zu einer Budgeterhöhung von 315 Millionen Dollar. In den Folgejahren kamen erneute Budgetkürzungen auf die Behörde zu. Gleichzeitig steigen die Besucherzahlen. Nachdem 2013 die Anzahl der Mitarbeiter einen Tiefpunkt von nur noch 2.923 Mitarbeitern erreicht hatte, stieg diese Anzahl kontinuierlich wieder an, um im Jahr 2024 einen neuen Höhepunkt von 4.929 Mitarbeitern zu erreichen.
Laut einem internen Bericht von 2013 waren mehr als die Hälfte der Gebäude und anderen baulichen Einrichtungen in den Parks in schlechtem oder sehr schlechtem Zustand. Unter den kulturell bedeutenden Einrichtungen waren sogar 61 % in schlechtem oder sehr schlechtem Zustand. Damit vernachlässigt Parks Canada gerade seine zentralen Aufgaben.

## Organisation
Parks Canada untersteht heute dem kanadischen Umweltministerium Environment and Climate Change Canada. Von 1966 bis 1978 war das Department of Indian Affairs and Northern Development für die Behörde zuständig, von 1979 bis 1994 das Department of Environment und danach bis 2003 das Department of Canadian Heritage. Im Laufe der wechselnden Zuständigkeiten verschob sich der Schwerpunkt der Aufgaben von Parks Canada von Auf- und Ausbau hin zu Erhaltung und Schutz des Kultur- und Naturerbes.
Die Parks Canada Agency wird seit 2019 von Ron Hallman als CEO geleitet, welcher in dieser Funktion Daniel Watson folgte.

## Betreute Gebiete
Im Jahr 2020 verwaltete Parks Kanada 38 Nationalparks, 3 Marine Conservation Areas, 10 National Park Reserves of Canada (inklusive Gwaii Haanas National Park Reserve and Haida Heritage Site), dann 3 National Marine Parks bzw. National Marine Conservation Area Reserves; schließlich  171 Nationale historische Stätten und 2 historische Stätten, die einen Sonderstatus aufweisen (Objekte von nationaler Bedeutung).